# فینال جام حذفی فوتبال انگلستان ۱۹۹۹
فینال جام حذفی فوتبال انگلستان ۱۹۹۹، رقابت پایانی جام حذفی فوتبال انگلستان در سال ۱۹۹۹ میلادی است که مابین دو تیم باشگاه فوتبال منچستر یونایتد و باشگاه فوتبال نیوکاسل یونایتد در ورزشگاه ومبلی لندن برگزار شده‌است.
این مسابقه که در تاریخ ۲۲ مه ۱۹۹۹ انجام شده‌است با نتیجه ۲ بر ۰ به سود تیم باشگاه فوتبال منچستر یونایتد به پایان رسید.